# 拟无齿蚌属
拟无齿蚌属（学名：Pseudanodonta）为蚌科的一个属。

## 下级分类
本属包括以下物种：
- Pseudanodonta complanata
- Pseudanodonta middendorffi [1]